# إنناتوم الثاني
إنناتوم الثاني (في اللغة السومرية: 𒂗𒀭𒈾𒁺،EN.AN.NA-tum2 ؛ ازدهر حكمه عند حوالي 2400 ق. م)، وهو ابن إنتيمينا، كان حاكمًا إينسي (سيد) لمدينة لجش.

لا يُعرف سوى عدد قليل من النقوش لإنناتوم الثاني، مما يشير إلى فترة حكمه القصيرة. أحد هذه النقوش، الذي يُعرف منه أربع نسخ متطابقة تقريبًا، يظهر على عتبة باب من المستودع الكبير لنينجيرسو في لجش، الذي أعاد ترميمه:
إلى نينجيرسو، المحارب البارز لإنليل، إنناتوم، حاكم لجش المفضل لدى نانشي، الحاكم العظيم لنينجيرسو، ابن إنتمينا حاكم لجش، جدد مصبعة نينجيرسو. شولوتولا هو إله إنناتوم، من قام بتجديد المصبعة.
كان له ابن يُدعى لومادور، آخر ممثل لسلالة أور نانشي، ويبدو أنه لم يتولَ منصبًا رسميًا قط. في تلك الفترة، ضعفت قوة لجش وسيطرت أقاليم أخرى مثل أوما وكيش على المنطقة.
كان إنناتوم الثاني آخر أفراد أسرة أور نانشي.وخلفه كاهن يُدعى إنينتارزي 𒂗𒇷𒋻𒍣 .

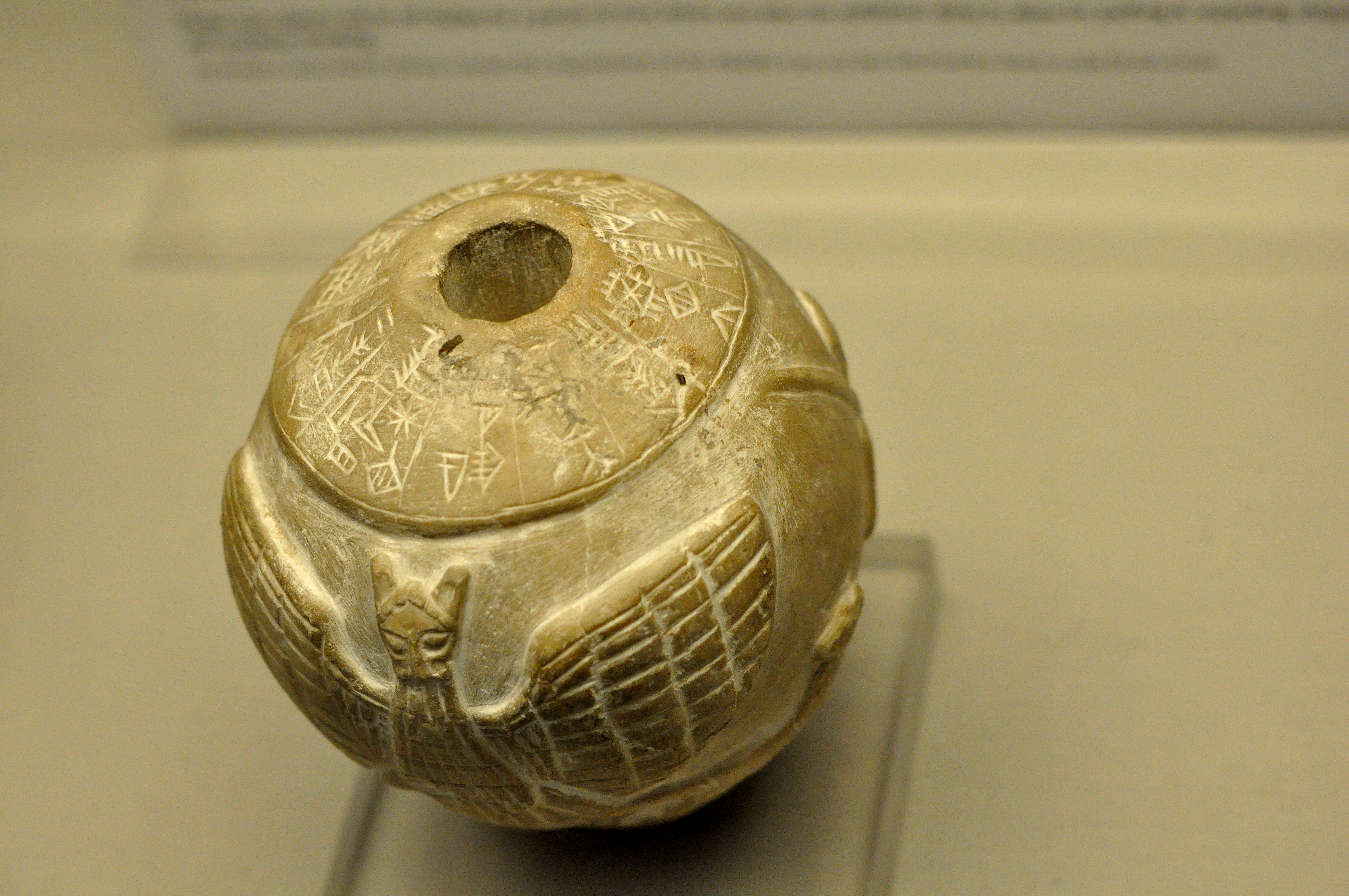
النقش على رأس الصولجان، مخصص ربما لإنناتوم الثاني: "لنينجيرسو من إي نينو، العامل لإنناتوم، حاكم لجش، باراكيسومون، السوكال، كرس هذا من أجل حياة إناناتوم، سيده.
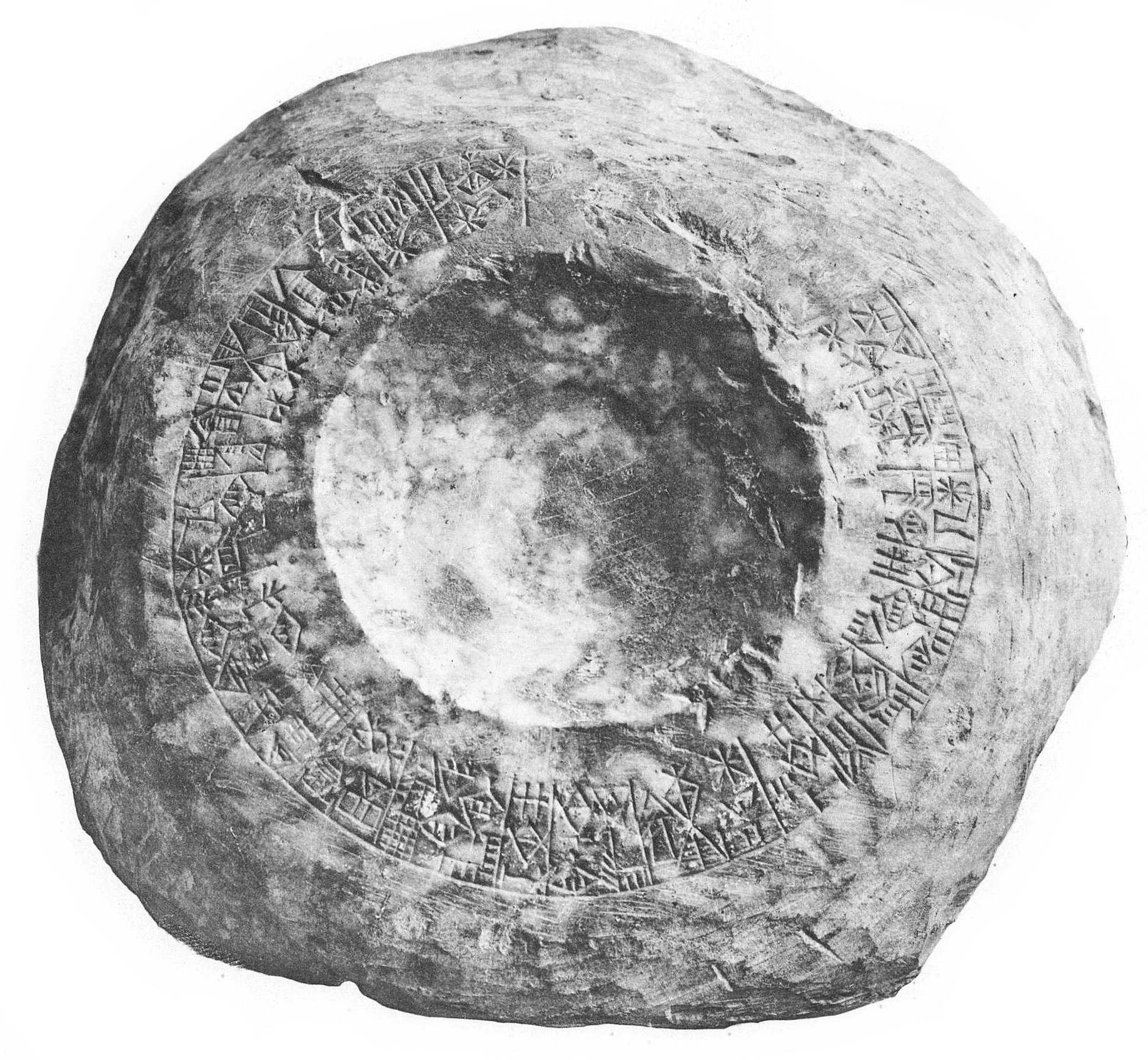
عتبة باب مكرسة لنينجيرسو من "إنناتوم، حاكم لجش ابن إنتمينا"، لذا فهو إنناتوم الثاني، حفيد إناناتوم الأول.
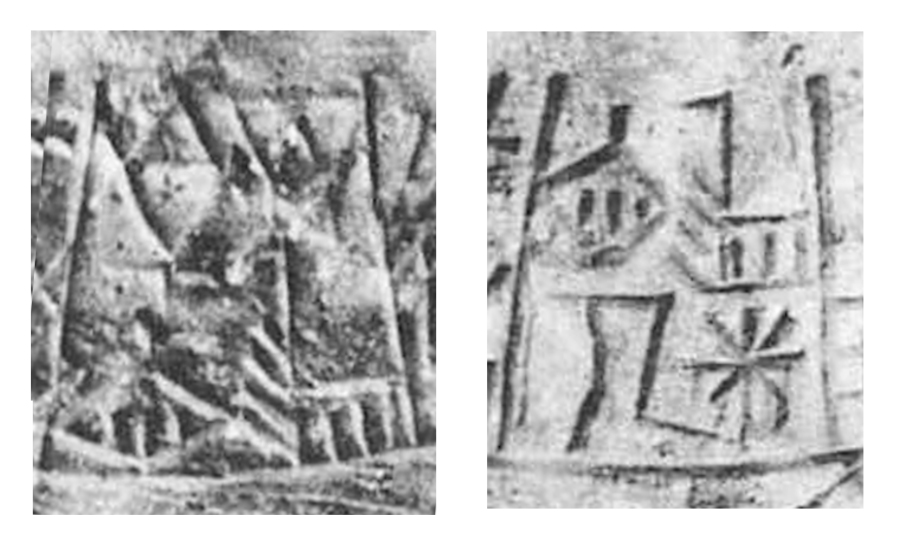
النقوش "إنناتوم وابن إنتمينا" (𒂗𒀭𒈾𒁺...𒌉 𒂗𒋼𒈨𒈾) على عتبة الباب.